# 多毛水毛茛
多毛水毛茛（学名：Batrachium trichophyllum var. hirtellum）为毛茛科水毛茛属下的一个变种，分布於中國四川等地區。

## 扩展阅读
- 維基物種上的相關：多毛水毛茛